# Mühlbruck
Mühlbruck ist ein Gemeindeteil der Stadt Herrieden im Landkreis Ansbach (Mittelfranken, Bayern). Mühlbruck liegt in der Gemarkung Herrieden.

## Geografie
Der Weiler liegt am linken Ufer der Altmühl. Jenseits der Altmühl liegt das Flurgebiet Im Mühlgrund. Die Staatsstraße 2249 führt nach Herrieden (1,3 km östlich) bzw. nach Neunstetten (2,8 km nördlich).

## Geschichte
Ursprünglich war Mühlbruck ein Allod der Freiherren von Seckendorff. Im Jahre 1394 verkaufte Sigmund von Seckendorff seinen Erbteil bestehend aus Mühle mit Fischwasser, Hofraite, Hofstatt und Wiesfleck für 1400 Pfund Heller an den Eichstätter Bischof Friedrich IV. von Oettingen, wenige Jahre später Eleonore von Seckendorff ihren Erbteil bestehend aus einem Hof samt Zugehörungen für 560 Gulden ebenfalls an den Eichstätter Bischof. 1801 bestand der Ort aus zwei Bauernhöfen, einer Mühle und einem Hirtenhaus. Alle Anwesen waren dem eichstättischen Stadtvogteiamt Herrieden untertan.
Mit dem Gemeindeedikt (frühes 19. Jahrhundert) wurde Mühlbruck dem Steuerdistrikt und der Munizipalgemeinde Herrieden zugeordnet.

### Baudenkmäler
- Mühlbruck 2: Austragshaus, eingeschossiger massiver Satteldachbau, spätes 18. Jahrhundert, Scheune, massiver Satteldachbau, 1849[8]
- katholische Kapelle: kleiner massiver Satteldachbau, rückwärtig mit Walm, mit Schweifgiebel, 18. Jahrhundert; Bildstock, 1702, mit der Kapelle überbaut, am Ortsausgang nach Herrieden[8]
- Bildstock, 1702; mit der Kapelle überbaut[8]

### Einwohnerentwicklung
| Jahr      | 001818 | 001840 | 001861 | 001871 | 001885 | 001900 | 001925 | 001950 | 001961 | 001970 | 001987 |
| Einwohner | 22     | 22     | 21     | 28     | 24     | 26     | 25     | 44     | 38     | 24     | 22     |
| Häuser    | 4      | 4      |        |        | 3      | 3      | 4      | 4      | 4      |        | 4      |
| Quelle    | [ 10 ] | [ 11 ] | [ 12 ] | [ 13 ] | [ 14 ] | [ 15 ] | [ 16 ] | [ 17 ] | [ 18 ] | [ 19 ] | [ 1 ]  |

## Religion
Der Ort ist römisch-katholisch geprägt und bis heute nach St. Vitus und Deocar (Herrieden) gepfarrt. Die Einwohner evangelisch-lutherischer Konfession sind nach Christuskirche (Herrieden) gepfarrt.